# Echinospartum lugdunense
Echinospartum lugdunense là một loài thực vật có hoa trong họ Đậu. Loài này được (Jord.) Fourr. miêu tả khoa học đầu tiên năm 1868.